# Галле, Батист Антуан
Батист Антуан Галле (фр. Baptiste Antoine Gallet; 1768—1809) — французский военный деятель, полковник (1808 год), участник революционных и наполеоновских войн.

## Биография
Родился в семье юриста Антуана Галле (фр. Antoine Gallet; 1725—1807) и его супруги Марианны Монтань (фр. Marianne Montagne). 6 марта 1786 года в возрасте 17 лет поступил на военную службу фузилером пехотного полка Лионне. 6 февраля 1787 года купил себе разрешение на отставку. 17 октября 1792 года избран капитаном 2-го батальона волонтёров департамента Верхняя Луара. Участвовал в кампаниях 1793-94 годов в рядах Альпийской армии. 1 октября 1793 года отличился под командой полковника штаба Призье в боях против пьемонтских войск при Вальменье и Пьер-Бенуа. Затем состоял в бригаде генерала Гувьона дивизии генерала Дура в гарнизонах Фосиньи и Каружа. 17 марта 1794 года его батальон слит путём амальгамы с 211-й пехотной полубригадой. С апреля по июнь 1794 года участвовал в боевых операциях за контроль над массивом Мон-Сени и долины Валь-ди-Суза, находился при взятии Экзиля. 19 июня 1795 года переведён в бригаду генерала Пижона в составе Итальянской армии. Под началом генерала Серюрье сражался 22-23 ноября 1795 года при Лоано, где получил пулевое ранение. 4 февраля 1796 года 211-я полубригада вошлав в состав 18-й полубригады линейной пехоты полковника Фюжьера. 13 апреля 1796 года ранен при штурме замка Коссария. 31 июля 1796 года в сражении при Сало он во главе своей роты заставил замолчать артиллерийский огонь противника и тем облегчил способы его захвата. Сражался 2-3 августа 1796 года при Лонато, 6 августа 1796 года при Пескьере, 4 сентября 1796 года при Ровередо, 15 сентября 1796 года при Сан-Жорже, 15 января 1797 года при Риволи и 2 апреля 1797 года при Фризаке. В 1798 году присоединился к Восточной армии Бонапарта, и принял участие в Египетской экспедиции, сражался при Александрии, Шубрахите и Пирамидах. Находился при осаде Эль-Ариша и Акры, где получил пулевое ранение. Сражался 25 июля 1799 года при Абукире. 17 августа 1799 года произведён в командиры батальона. 24 декабря 1800 года по приказу генерала Мену назначен командующим форта Баб-эль-Насс. В октябре 1801 года возвратился во Францию и 6 апреля 1803 года был утверждён Первым консулом в чине.
22 декабря 1803 года произведён в майоры и назначен заместителм командира 50-го полка линейной пехоты. 27 марта 1808 года дослужился до звания полковника, и получил под своё руководство 9-й полк линейной пехоты, который входил в состав 2-й пехотной дивизии генерала Бруссье Итальянской армии. В начале августа 1808 года присоединился к своему полку. По прибытии в корпус его встречают обедом и балом, на который приглашены все офицеры 9-го полка и генерал бригады, к которой придан полк. Галле отличился в Австрийской кампании 1809 года. Война началась 10 апреля, когда австрийцы перешли в наступление. 11 апреля полк вёл бой у Венцоне. 16 апреля сражался при Сачиле. 9-й полк понёс в начале кампании такие потери, что полковник Галле сообщил 26 апреля, что он был вынужден распустить 4-й батальон, чтобы усилить три других. 8 мая участвовал в переходе через Пьяве. 6 июля 1809 года полковник Галле был убит в ходе сражения при Ваграме в возрасте 40 лет.

## Воинские звания
- Солдат (6 марта 1786 года);
- Капитан (17 октября 1792 года);
- Командир батальона (17 августа 1799 года, утверждён 6 апреля 1803 года);
- Майор (22 декабря 1803 года);
- Полковник (27 марта 1808 года).

## Награды
Легионер ордена Почётного легиона (25 марта 1804 года)